# Томпсън (племе)
Вижте пояснителната страница за други значения на Томпсън.
Томпсън (на английски: Tompson) или Нтлака’памух на техния език е северноамериканско индианско племе на Вътрешните салиши. Историческата родина на томпсън се простира около реките Фрейзър, Томпсън и Николà в югозападната част на Британска Колумбия, Канада. През 18 век племето наброява около 5000 души, разделени в две дивизии – горни и долни. Долната дивизия живее в близки отношения с крайбрежните племена, заради което в културата им навлизат доста елементи характерни за културата на Северозападното крайбрежие. Това води до съществени разлики между двете подразделения на племето. Долните томпсън са ориентирани традиционно към реката, докато горните са типично племе от Платото.
Идентифицирани са общо 47 села при горните томпсън, а при долните 19. Повечето села са малки, обитавани от 2 – 3 семейства, но има и някои, които са доста големи, с население от 100 и повече души. Селата на горните томпсън образуват 4 регионални групи:
- Литън (Нтлекепмхуп)
- Горен Фрейзър (Стлехейху)
- Спенсър Бридж (Нкемчинмх)
- Никола Вали (Счуехмх)

## Култура
Основни жилища и при двете дивизии са колиби от пръти покрити с тополова кора (при долните са покрити с кедрова кора) от 5 до 15 м в диаметър.
Облеклото при горните томпсън е изцяло от кожи. Основни дрехи при мъжете са набедреник, гамаши, риза и мокасини. Жените носят дрехи подобни на мъжките. В студеното време и двата пола използват кожени наметала. Дрехите са богато украсени с бои (червено и черно), ресни, мидени черупки и животински кости.
Долните томпсън също носят дрехи от кожа, но използват и такива направени от кедрово лико. И двете дивизии практикуват татуирането и боядисването на лицата.
Не е известно да са имали наследствена кланова система или тайни общества. Обществото им не е разделено на социални класи, но и двете дивизии практикуват робството.
Хората просъществуват главно от сьомгата, лова на дивеч и събирането на ядки, корени и диви плодове. Сдобиват се с коне между средата и края на 18 век.
Всяка от двете дивизии се състои от по няколко самостоятелни групи от свързани семейства, водени от наследствени вождове. Но реалната власт е съсредоточена в ръцете на Съвет на старейшините. В съвета всеки мъж има право на глас, когато става въпрос за лов, война или други важни неща.

## История
Живота на племето се променя с идването на коня, още преди контакта с белите. Когато Саймън Фрейзър ги среща през 1808 г. те вече са отлични ездачи и търговци. През 1812 г. Компанията Хъдсън Бей построява Форт Камлупс. След 1830 г. много хора от племето започват да отглеждат картофи и царевица. През 1858 г. златната треска подмамва хиляди бели авантюристи в региона. Златните мини в Каньона Фрейзър принуждава долните томпсън да се изместят на север. След тях заселниците бързо завземат изоставените плодородни земи. В края на 1860-те Британска Колумбия създава няколко резервата за различните групи. В края на 20 и началото на 21 век племето е организирано в 16 групи, които контролират около 200 резервата с обща площ 42 500 ха. Всички групи са федерално признати. Групите са организирани в два племенни съвета – Племенен съвет на Нацията нтлакапамух и Племенен съвет Николà Вали. Общият брой на членовете на племето е над 5000 души.